# Кличе Зелена Неділя
«Кличе Зелена Неділя» — щорічний фольклорно-етнографічний фестиваль лемківської культури, започаткований Регіональним міжрайонним лемківським товариством «Бескидське земляцтво», Івано-Франківською обласною організацією Всеукраїнського товариства «Лемківщина», Івано-Франківською обласною державною адміністрацією, Івано-Франківською обласною радою у 2006 році. Проводиться щороку, з 2011 року — у селі Рівня Рожнятівського району Івано-Франківської області на Ватряному полі (територія відпочинкового комплексу «Михайлова колиба»).
Фестиваль має на меті відродження, збереження та популяризацію традиційних видів народного мистецтва, звичаїв, обрядів та української духовної спадщини етнічних українців (лемків-русинів, бойків, надсянців, холмщаків, підляшуків), депортованих з історико-етнічних українських земель Польщі на територію України в 1944–1951 роках, підвищення соціального і мистецького статусу автентичного фольклору, виявлення самобутніх творчих колективів, окремих виконавців та майстрів народного, образотворчого і декоративно — ужиткового мистецтва Лемківщини та Західної Бойківщини.
Гімн Прикарпатського фольклорно-етнографічного фестивалю лемківської культури «Кличе Зелена Неділя» виконують Валентина та Ярослав Теплі (дует «Червоне та чорне»)написаний на вірші В'ячеслава Семенка, музика Ярослава Теплого.
Лейтмотив фестивалю лемків: «Цне мі ся за тобом, мій Лемківський краю».

## Хронологія фестивалю
- I фестиваль лемківської культури мав назву «Плаче і кличе Зелена Неділя», відбувся 11 червня 2006 року в с. Копанки Калуського району;
- II фестиваль — «Галицька лемківська ватра» — 27 травня 2007 року у м. Галичі;
- III фестиваль — був під назвою «Культура Пограниччя», проходив на теренах Польщі, повіту Ліско, 17-18 серпня 2008 році у м. Балигород;
- IV фестиваль — 18-19 серпня 2009 — також відбувся у Польщі, м. Тісна повіту Ліско[2];

З 2011 року фестиваль проводиться в Україні у селі Рівня Рожнятівського району Івано-Франківської області на Ватряному полі — на території відпочинкового комплексу «Михайлова колиба».
За словами голови регіонального лемківського товариства «Бескидське земляцтво» Юрія Марканича, фестиваль не випадково проходить у дні Зелених свят, адже саме у час такого релігійного свята у 1944 році розпочалося насильницьке виселення етнічних українців-лемків з території Польщі.

## Завдання фестивалю
Основними завданнями фестивалю є:
- збереження традицій лемківського роду, автентичності пісні, музики, танцю, обрядів, театральних дійств та спортивних видовищ, декоративно-прикладного мистецтва лемківського краю, єднання лемків-русинів у єдину родину задля збереження етнографічної неповторності;
- сприяння залученню до фестивальних програм нових бойківських здобутків у пісенному, фольклорному, театральному, гумористичному, естрадному, танцювальному, декоративно-прикладному мистецтві та фізичній вправності;
- пошук нових шляхів для розвитку автентичного культурного та побутового середовища лемків-русинів через підтримку інститутів державної влади;
- становлення в молодіжному середовищі поваги до величних набутків лемківського етносу, бажання стати активними носіями традицій та лемківської гідності та толерантності;
- привернення уваги учасників та гостей Фестивалю до туристичного потенціалу Прикарпаття.

## Загальна інформація
Фольклорно-етнографічний фестиваль лемківської культури «Кличе Зелена Неділя» проводиться з ініціативи Регіонального міжрайонного лемківського товариства «Бескидське земляцтво», Івано-Франківської обласної організації Всеукраїнського товариства «Лемківщина», за підтримки Управління культури Івано-Франківської обласної державної адміністрації, Рожнятівської районної державної адміністрації та районної ради, Долинської районної державної адміністрації, районної та міської ради, Калуської районної державної адміністрації, районної та міської ради, Світової федерації українських лемківських об'єднань, Всеукраїнського товариства «Лемківщина».
Програма фестивалю включає:
- фестивальні концерти;
- спортивні видовища;
- святкове богослужіння;
- виставки майстрів образотворчого, народного, декоративно-ужиткового мистецтва, фото—майстрів;
- ярмарок виробів народних умільців України та інших країн;
- лемківська нічна забава;
- прес-конференція.

## Номінації фестивалю
В рамках фестивалю проводяться концертні виступи лемківських виконавців за такими номінаціями:

### У пісенному жанрі
- вокальні ансамблі — виступ до 10 хвилин;
- малі вокальні форми (солісти, дуети, тріо, квартети)— виступ до 10 хвилин;
- виконавці естрадної пісні — виступ до 10 хвилин;
- хорові колективи — виступ до 15 хвилин;
- фольклорні колективи — виступ до 20 хвилин;

### В інструментальному жанрі
- оркестри народних інструментів — виступ до 10 хвилин;
- троїсті музики — виступ до 10 хвилин;
- солісти-інструменталісти — виступ до 10 хвилин;

### У хореографічному жанрі
- народні лемківські танці — виступ до 20 хвилин;
- танцювальні пари та окремі виконавці обрядових лемківських танців, автентичних рухів та прадавніх дійств — виступ до 10 хвилин;

### У розмовному жанрі
- художнє поетичне слово, автентичні розповіді — виступ до 10 хвилин;
- гумористичні сценки, читці-гумористи — виступ до 10 хвилин;

## Учасники фестивалю
У різні роки учасниками фестивалю були самодіяльні та професійні колективи з Тернопільської, Львівської, Одеської, Херсонської, Київської областей та з міст Сербії, Словаччини, США і Польщі: лемківський народний хор «Бескид» Івано-Франківського лемківського товариства; зразковий фольклорно-етнографічний ансамбль «Маленькі бойки» з Перегінська; хор «Доленька», товариства «Надсяння» та ансамбль «Лемчатко», з м. Калуша; народний хореографічний колектив Брошнівського НД; дитячий зразковий танцювальний колектив «Водограй» з смт. Брошнів-Осада; отець Вітольд Левицький, парох церкви «Серце Ісуса, серце Марії»-протоієрей, радник єпископа Івано-Франківської єпархії; народний аматорський колектив "Зорепад"з м.Підгайці Тернопільської області, народний вокальний козацький гурт «Чорномор» з Одеси; Анна Чеберинчик (США); етнофольк «Червоне і чорне» з Житомира; лемківські родинні ансамблі, мистецькі колективи.